# ميشيل نيكسون
ميشيل نيكسون (بالإنجليزية: Michelle Nixon)‏ هي موسيقية وكاتبة غنائية أمريكية، ولدت في 10 ديسمبر 1963.

## وصلات خارجية
- ميشيل نيكسون على موقع ميوزك برينز (الإنجليزية)
- ميشيل نيكسون على موقع ديسكوغز (الإنجليزية)